# Tracey Seaward
Tracey Seaward (* 1965 in Willerby, East Riding of Yorkshire) ist eine britische Filmproduzentin.
Tracey Seaward besuchte die Wolfreton School und das Hull College. Anschließend studierte sie Filmwissenschaften und Cultural studies am Trinity College in Leeds. Sie produzierte unter anderem die Stephen-Frears-Filme Kleine schmutzige Tricks (2002), Lady Henderson präsentiert (2005), Die Queen (2006), Chéri – Eine Komödie der Eitelkeiten (2009), Immer Drama um Tamara (2010) sowie Philomena (2013). Für Die Queen erhielt sie zusammen mit den beiden anderen Produzenten Christine Langan und Andy Harries 2007 den British Academy Film Award für den besten Film. Die Queen wurde außerdem 2007 für den Oscar nominiert. Philomena wurde bei der Oscarverleihung 2014 als Bester Film nominiert.
2008 wurde sie Ehrendoktor der University of Hull.
2012 produzierte sie die Eröffnungsfeier der Olympischen Sommerspiele 2012 in London sowie die beiden Kurzfilme Happy and Glorious und Isles of Wonder.

## Filmografie (Auswahl)
- 1999: eXistenZ
- 2000: Nora – Die leidenschaftliche Liebe von James Joyce (Nora)
- 2002: Kleine schmutzige Tricks (Dirty Pretty Things)
- 2002: Der Dieb von Monte Carlo (The Good Thief)
- 2005: Lady Henderson präsentiert (Mrs. Henderson Presents)
- 2005: Der ewige Gärtner (The Constant Gardener)
- 2006: Die Queen (The Queen)
- 2007: Tödliche Versprechen – Eastern Promises (Eastern Promises)
- 2009: Chéri – Eine Komödie der Eitelkeiten (Chéri)
- 2010: Immer Drama um Tamara (Tamara Drewe)
- 2011: Gefährten (War Horse)
- 2013: Philomena
- 2015: The Program – Um jeden Preis (The Program)
- 2016: Florence Foster Jenkins
- 2017: Victoria & Abdul
- 2019: Die zwei Päpste (The Two Popes)